# Barmer Bankverein

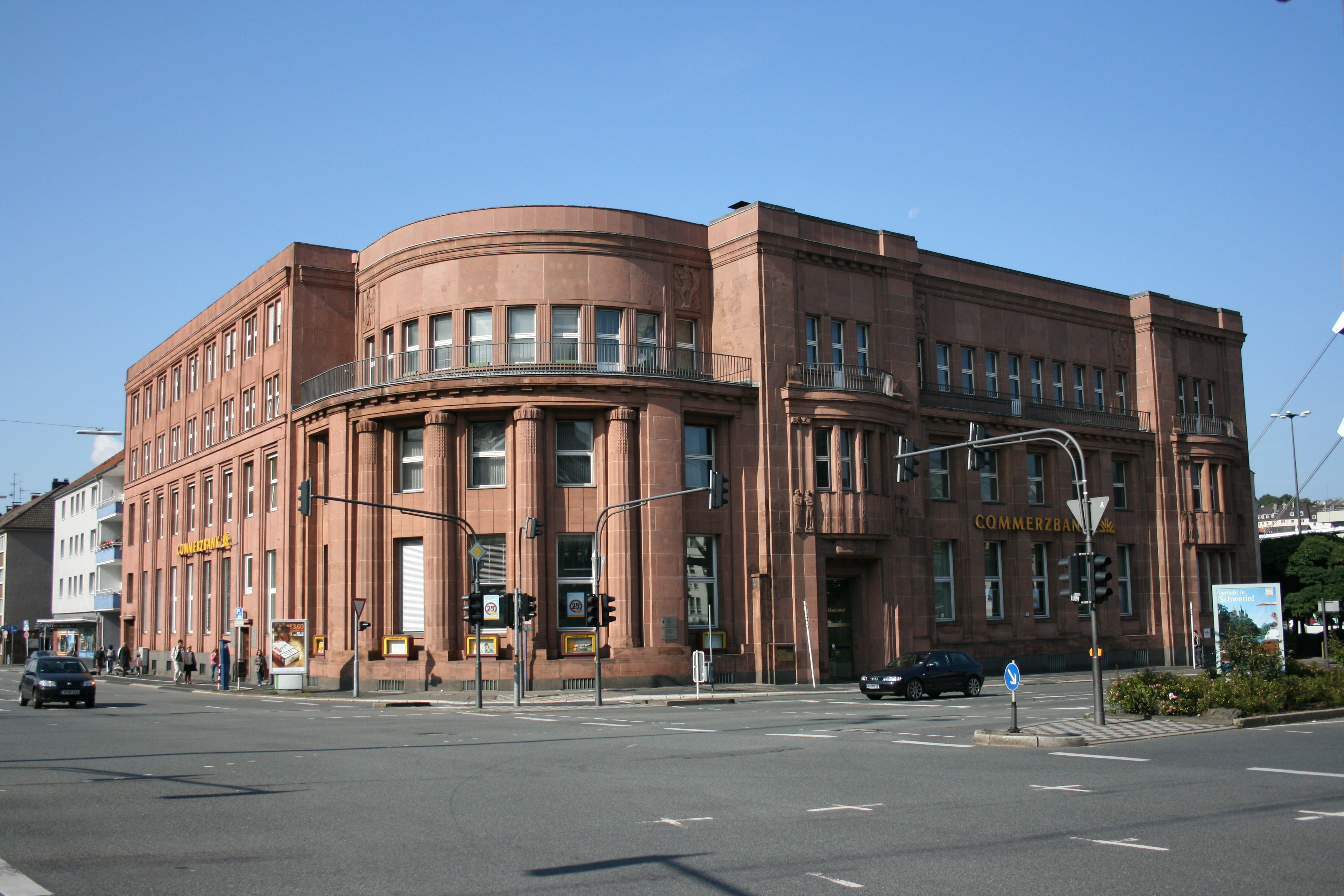
Das ehemalige Gebäude des Barmer Bankvereins in Wuppertal-Barmen (2008), heute eine Commerzbank-Filiale

Der Barmer Bank-Verein Hinsberg, Fischer & Comp. KGaA oder auch nur kurz Barmer Bank-Verein oder Barmer Bankverein mit Sitz in Barmen (heute zu Wuppertal) wurde 1867 gegründet und war bis zur Fusion mit der Commerzbank AG während der Bankenkrise 1932 eine der größten deutschen Regionalbanken.
1924 wurde der Hauptsitz nach Düsseldorf in die Breite Straße 25 verlegt.

## Geschichte

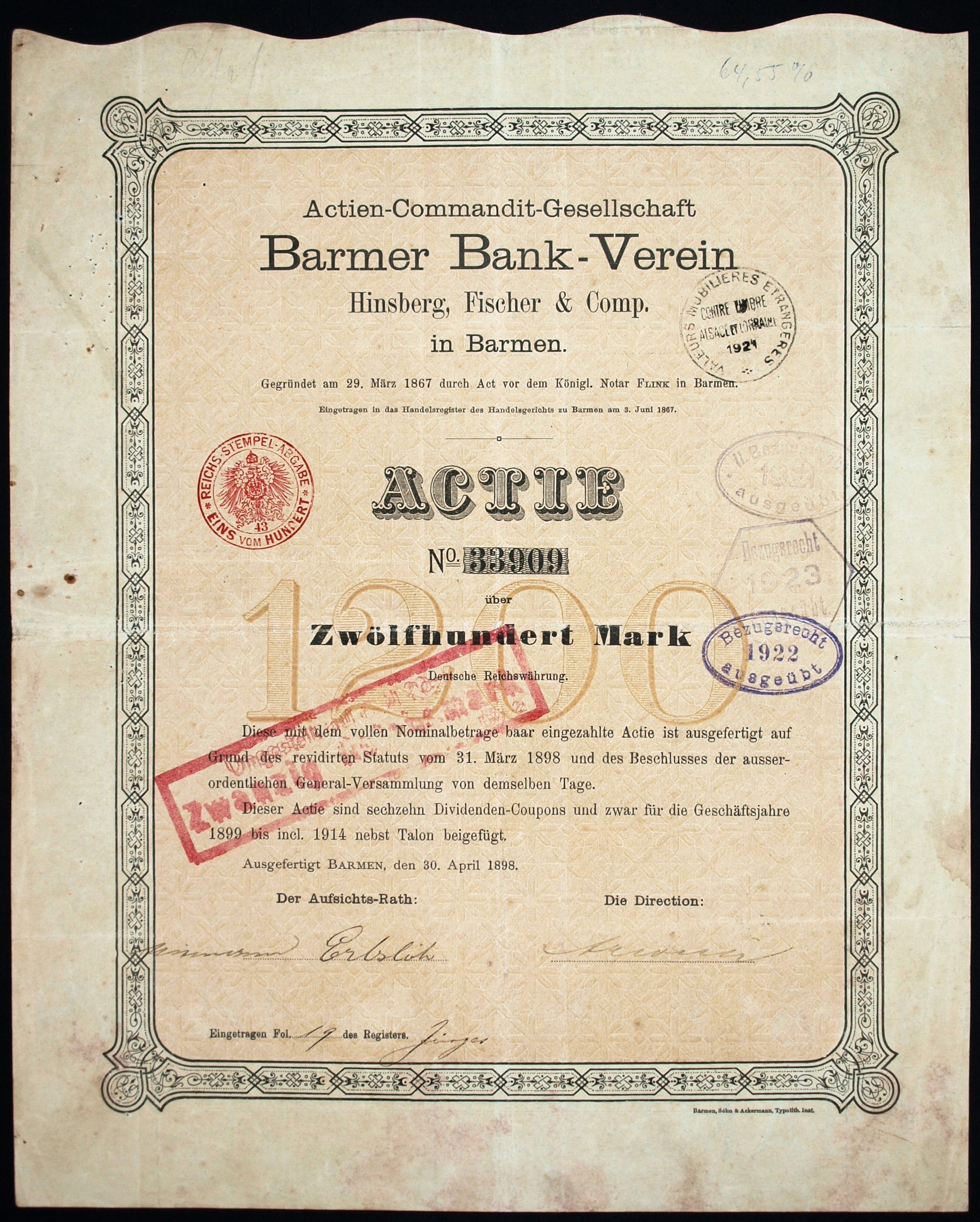
Aktie über 1200 Mark der Actien-Commandit-Gesellschaft Barmer Bank-Verein vom 30. April 1898

Das 1810 gegründete Wechselgeschäft von Johann Abraham Kemna ist das „erste mit Bestimmtheit nachweisbare Glied der ununterbrochenen Kette der Bankhäuser, deren Schlussglied nach viermal wechselndem Firmennamen der Barmer Bankverein wurde.“
Am 29. März 1867 wurde der Barmer Bankverein als Kommanditgesellschaft auf Aktien gegründet. Als persönlich haftende Gesellschafter übernahmen Matthias Hinsberg und Gustav Adolf Fischer, dessen Bankhaus kurz zuvor insolvent wurde, die Geschäftsleitung. Fischers Gläubiger wandelten einen Teil ihrer Forderungen in Aktien um, so dass der Barmer Bank-Verein mit einem Aktienkapital von einer Million Talern (= 3 Millionen Mark) gegründet werden konnte.
Erst im Jahre 1898 begann die stürmische Expansion des Barmer Bankvereins, als dieser mit dem Gladbacher Bankverein Quack & Co. in Mönchengladbach fusionierte. Nach 1900 wurden Bankhäuser in Altena, Bielefeld, Bonn, Dortmund, Düsseldorf, Hagen, Iserlohn, Krefeld, Lüdenscheid, Osnabrück und Remscheid übernommen.
Nach dem Ersten Weltkrieg dehnte der Barmer Bank-Verein sein Filialnetz auf kleinere Städte in Nord- und Westdeutschland aus. Viele der übernommenen Filialen (z. B. Coesfeld oder Unna) wurden jedoch nach der Währungsreform 1924 im Zuge von Rationalisierungsmaßnahmen geschlossen.
Infolge der Weltwirtschaftskrise beschloss die damalige Reichsregierung die Fusion des Barmer Bank-Vereins mit der Commerz- und Privat-Bank AG, der späteren Commerzbank. Die Generalversammlung am 2. April in Düsseldorf bestätigte die Fusion. Das Erbe des Barmer Bankvereins lebte in der Commerzbank weiter und artikulierte sich verschiedenartig. Etwa prägten Persönlichkeiten des Barmer Bankvereins, wie Paul Marx oder Hans Harney, die Geschicke der Commerzbank bis in die Nachkriegszeit hinein. Auch wurde die Benennung des Bankvereins Westdeutschland als Rückgriff auf die Tradition des Barmer Bankvereins verstanden.

## Bauwerk in Wuppertal
Das ehemalige Gebäude des Barmer Bankvereins befindet sich in Barmen an der Winklerstraße, Ecke Fischertal, in unmittelbarer Nähe zum Alten Markt. Das 1873/1874 ausgeführte Gebäude wurde nach Entwürfen des Kölner Architekten Hermann Otto Pflaume für rund 105.000 Taler auf dem früheren Theatergrundstück errichtet. Der Erweiterungsbau von 1909 wurde vom Kölner Architekten Carl Moritz entworfen. Bei dem Luftangriff auf Barmen 1943 im Zweiten Weltkrieg wurde das Gebäude als einziges nur gering beschädigt, während viele andere Gebäude in der Umgebung zerstört wurden.
Im Jahr 2018 wurde die Natursteinfassade des Gebäudes komplett eingerüstet, um mit einem Niederdruckreiniger die Fugen und Risse der Sandsteinverkleidung zu schließen, die im Laufe von fast 150 Jahren entstanden sind.
Eine originale Steintafel mit der Aufschrift „Barmer Bankverein“ befindet sich im Innern des Gebäudes, das nun von der Commerzbank genutzt wird.